# Григорівська сільська рада (Бахмацький район)
Григо́рівська сільська́ ра́да — адміністративно-територіальна одиниця та орган місцевого самоврядування в Бахмацькому районі Чернігівської області. Адміністративний центр — село Григорівка.

## Загальні відомості
Григорівська сільська рада утворена у 1917 році.
- Територія ради: 59,3018 км²
- Населення ради: 1 224 особи (станом на 1 січня 2012 року)

## Населені пункти
Сільській раді були підпорядковані населені пункти:
- с. Григорівка
- с-ще Веселе

## Історія
Належить до однієї з 16-ти сільських рад Бахмацького району, до складу яких входить більше одного населеного пункту.

## Склад ради
Рада складалася з 16 депутатів та голови.
- Голова ради: Горбаченко Михайло Васильович
- Секретар ради: Тупа Олена Миколаївна

### Керівний склад попередніх скликань
| Прізвище, ім'я, по батькові   | Основні відомості                                                         | Дата обрання | Дата звільнення |
| ----------------------------- | ------------------------------------------------------------------------- | ------------ | --------------- |
| Рубан Микола Іванович         | Сільський голова, 1948 року народження, позапартійна                      | 26.03.2006   | 31.10.2010      |
| Горбаченко Михайло Васильович | Сільський голова, 1957 року народження, освіта вища, член Партії регіонів | 31.10.2010   |                 |

Примітка: таблиця складена за даними сайту Верховної Ради України

### Депутати
За результатами місцевих виборів 2010 року депутатами ради стали:

#### За суб'єктами висування
| Суб'єкт висування | Кількість обраних депутатів | %    |
| ----------------- | --------------------------- | ---- |
| Партія регіонів   | 14                          | 87,5 |
| Єдиний Центр      | 1                           | 6,3  |
| Самовисування     | 1                           | 6,3  |

#### За округами
| № округу        | Прізвище, ім'я, по батькові     | Дата визнання обраним | Освіта             | Партійна приналежність | Відомості про обраного депутата                              |
| --------------- | ------------------------------- | --------------------- | ------------------ | ---------------------- | ------------------------------------------------------------ |
| Єдиний Центр    |                                 |                       |                    |                        |                                                              |
| 3               | Лозова Ольга Олександрівна      | 04.11.2010            | середня спеціальна | позапартійна           | ТОВ «Агрофірма ім. Шевченка», головний бухгалтер             |
| Партія регіонів |                                 |                       |                    |                        |                                                              |
| 1               | Рябченко Ірина Миколаївна       | 04.11.2010            | незакінчена вища   | позапартійна           | фермерське господарство «Зоряна», голова                     |
| 2               | Редько Василь Григорович        | 04.11.2010            | вища               | позапартійний          | ТОВ «Агрофірма ім. Шевченка», головний інженер               |
| 4               | Крикун Ганна Миколаївна         | 04.11.2010            | середня спеціальна | позапартійна           | ПП «Тіва», продавець                                         |
| 5               | Тупа Олена Миколаївна           | 04.11.2010            | вища               | член Партії регіонів   | Григорівська сільська рада, секретар                         |
| 7               | Негода Олександр Іванович       | 04.11.2010            | середня спеціальна | позапартійний          | ТОВ «Агрофірма ім. Шевченка», електрик                       |
| 8               | Шевченко Оксана Олександрівна   | 04.11.2010            | вища               | позапартійна           | Григорівська загальноосвітня школа І-ІІІ ст., вчитель        |
| 9               | Шуляк Валентина Миколаївна      | 04.11.2010            | середня спеціальна | позапартійна           | Григорівська дільнична лікарня, медична сестра               |
| 10              | Романенко Юлія Вікторівна       | 04.11.2010            | середня            | позапартійна           | ТОВ «Агрофірма ім. Шевченка», менеджер основного стада       |
| 11              | Фесик Наталія Миколаївна        | 04.11.2010            | вища               | позапартійна           | Григорівська загальноосвітня школа І-ІІІ ст., вчитель        |
| 12              | Терещенко Олександр Миколайович | 04.11.2010            | вища               | позапартійний          | Григорівська загальноосвітня школа І-ІІІ ст., вчитель        |
| 13              | Ярмошенко Віктор Миколайович    | 04.11.2010            | середня            | позапартійний          | ТОВ «Агрофірма ім Шевченка», водій                           |
| 14              | Савченко Людмила Володимирівна  | 04.11.2010            | середня спеціальна | позапартійна           | Веселівський фельдшерсько-акушерський пункт, завідувачка     |
| 15              | Борисенко Ніна Михайлівна       | 04.11.2010            | середня спеціальна | позапартійна           | Григорівська сільська бібліотека, бібліотекар                |
| 16              | Бабін Микола Миколайович        | 04.11.2010            | середня            | позапартійний          | фермерське господарство «Весела Григорівка», голова          |
| Самовисування   |                                 |                       |                    |                        |                                                              |
| 6               | Кроковна Ольга Андріївна        | 04.11.2010            | середня спеціальна | позапартійна           | Бахмацька центральна районна лікарня, молодша медична сестра |